# Маршан, Луи-Жозеф (музыкант)
Луи́-Жозе́ф Марша́н (фр. Louis-Joseph Marchand; 1 января 1692, Труа, Королевство Франция — 29 ноября 1774, там же) — французский капельмейстер, композитор, музыкальный теоретик и католический священник.

## Биография
Родился 1 января 1692 года в Труа на северо-востоке Франции. Был учеником в певческой школе в Бурже, где обучился пению и основе контрапункта. После окончания обучения вернулся в свой родной город и поступил на учёбу в семинарию. Был посвящён в духовный сан в церкви Сен-Макс в Бар-ле-Дюке 15 апреля 1715 года, а 16 апреля 1718 года там же был рукоположен в сан священника. По-видимому, чуть позже получил бенефиций в кафедральном соборе Осера, где занял должность певчего при хоре. Через несколько лет получил должность капельмейстера Шалон-сюр-Соне, позднее — в Безансоне, наконец — в капитуле Сен-Макс в Бар-ле-Дюке, где 23 августа 1733 года стал руководителем хора. 26 ноября 1767 года назначен каноником кафедрального собора Труа. Скончался в этом городе 29 ноября 1774 года.

## Сочинения

### Музыкальные произведения
- Missa quatuor vocibus cui titulus, Quis ut Deus ? — месса на четыре голоса (сопрано, альт, тенор, бас)[2].
- Эта месса была переиздана в 2003 году Версальским Центром барочной музыки[3].

### Музыкальные трактаты
- Traité du contrepoint simple, ou Chant sur le Livre[4].